# Canton de Saint-Malo-Nord
Le canton de Saint-Malo-Nord est une ancienne division administrative française, située dans le département d'Ille-et-Vilaine et la région Bretagne.

## Composition
Le canton de Saint-Malo contenait à l'origine les communes de Paramé (dont Saint-Ideuc) et Saint-Malo. À la suite de la fusion des communes de Saint-Malo, Paramé et Saint-Servan-sur-Mer en 1967, le canton de Saint-Malo est rebaptisé canton de Saint-Malo-Nord et celui de Saint-Servan canton de Saint-Malo-Sud.

## Histoire
Une loi du 25 juin 1833 votée sous le règne de Louis-Philippe limita de 1833 à 1848 le nombre des conseillers généraux de chaque département à 30. Dans ce cadre, les cantons de Saint-Malo et de Saint-Servan sont alors représentés par un seul conseiller général.

### Conseillers généraux de Saint-Malo (de 1833 à 1967)
| Période | Période      | Identité                      | Étiquette           | Qualité |
| ------- | ------------ | ----------------------------- | ------------------- | --- |
| 1833    | 1861         | Louis Blaize père (1784-1864) | Centre gauche       | Négociant et armateur, conseiller municipal de Saint-Malo, ancien député (1830-1833), également élu par le canton de Châteauneuf et par le canton de Pleurtuit |
| 1861    | 1871         | Victor Bossinot de Pomphily   |                     | Juge au tribunal civil |
| 1871    | 1877         | Charles Pierre Rouxin         | Droite Bonapartiste | Avocat, maire de Saint-Malo (1855-1870), député (1869-1870) |
| 1877    | 1889 (décès) | Auguste Hovius                | Rép.mod             | Armateur, député (1878-1889), maire de Saint-Malo (1878-1882)                                                                                                  |
| 1889    | 1900 (décès) | Émile Fontan                  | Légit.              | Maire de Paramé (1884-1890) |
| 1900    | 1913         | Charles Jouanjan              | Républicain         | Avocat, maire de Saint-Malo (1896-1902 et 1904-1912) |
| 1913    | 1940         | Alphonse Gasnier-Duparc       | Rad.                | Avocat, maire de Saint-Malo (1912-1941), sénateur (1932-1941), président du conseil général (1935-1937)                                                        |
|         |              |                               |                     | |
| 1943    | 1945         | Auguste Briand                | ?                   | Maire de Saint-Malo (1941-1944), nommé conseiller départemental en 1943                                                                                        |
|         |              |                               |                     | |
| 1945    | 1964         | Jean Noury (1904-1983)        | MRP                 | Industriel à Saint-Malo, sénateur (1959-1971) |
| 1964    | 1967         | Jean Videment                 | Rad.                | Entrepreneur |

### Conseillers généraux de Saint-Malo-Nord (de 1967 à 2015)
| Période | Période      | Identité            | Étiquette    | Qualité                                                                                           |
| ------- | ------------ | ------------------- | ------------ | ------------------------------------------------------------------------------------------------- |
| 1967    | 1970         | Jean Videment       | Rad.         | Entrepreneur                                                                                      |
| 1970    | 1981 (décès) | Ernest Pinçon       | UDR puis RPR | Prothésiste dentaire                                                                              |
| 1981    | 1982         | Christian Morvan    | DVD          | Transitaire et agent de voyages, président de la chambre de commerce et d'industrie de Saint-Malo |
| 1982    | 1994         | Louis Chopier       | PS           | Maire de Saint-Malo (1977-1983), agriculteur                                                      |
| 1994    | 2015         | Catherine Jacquemin | UDF > UDI    | Adjointe au maire de Saint-Malo, directrice d'un centre éducatif                                  |

### Conseillers d'arrondissement de Saint-Malo (de 1833 à 1940)
| Période                                  | Période      | Identité                               | Étiquette            | Qualité |
| ---------------------------------------- | ------------ | -------------------------------------- | -------------------- | --- |
| 1833                                     | 1836         | Jean Marie Olivier Latimier-Duclézieux |                      | Négociant à Saint-Malo                                                                                      |
| 1836                                     | 1848         | Pierre François Michel-Villeblanche    |                      | Avocat à Saint-Malo                                                                                         |
|                                          |              |                                        |                      | |
|                                          | 1891 (décès) | Charles Edouard Thomazeau (1830-1891)  |                      | Capitaine au long cours, courtier maritime, propriétaire à Saint-Malo                                       |
|                                          |              |                                        |                      | |
| 1895                                     | 1912 (décès) | Louis Miriel (1841-1912)               | RG                   | Constructeur mécanicien à Saint-Malo, capitaine de sapeurs-pompiers                                         |
| 17 nov. 1912                             | 1927 (décès) | François Dubreuil (1871-1927)          | RG                   | Premier adjoint au maire de Saint-Malo                                                                      |
| 1928                                     |              | François Noury (1862-1954)             | Républicain national | Médecin à Saint-Malo                                                                                        |
| 1940                                     |              |                                        |                      | Les conseils d'arrondissement ont été suspendus par la loi du 12 octobre 1940 et n'ont jamais été réactivés |
| Les données manquantes sont à compléter. |              |                                        |                      | |

## Démographie
| 1968 | 1975 | 1982 | 1990   | 1999   | 2006   | 2011   | 2012   |
| ---- | ---- | ---- | ------ | ------ | ------ | ------ | ------ |
| -    | -    | -    | 28 041 | 29 137 | 29 312 | 25 931 | 25 703 |